# Rhizinigerites
Rhizinigerites, fosilni rod mahovina iz gornjeg perma. Poznata je samo jedna vrsta, R. neuburgae, a ta je među svim mahovinama iz perma, jedina imala rizom.